# Hobart International 2023
Hobart International 2023 là một giải quần vợt nữ thi đấu trên mặt sân cứng ngoài trời. Đây là lần thứ 28 giải Hobart International được tổ chức và là một phần của WTA 250 trong WTA Tour 2023. Giải đấu diễn ra tại Hobart International Tennis Centre ở Hobart, Úc từ ngày 9 đến ngày 14 tháng 1 năm 2023. Giải đấu được tổ chức trở lại kể từ năm 2020, sau khi giải đấu năm 2021 và 2022 bị hủy do đại dịch COVID-19.

## Điểm và tiền thưởng

### Phân phối điểm
| Sự kiện1 | VĐ  | CK  | BK  | TK | Vòng 1/16 | Vòng 1/32 | Q  | Q2 | Q1 |
| Đơn      | 280 | 180 | 110 | 60 | 30        | 1         | 18 | 12 | 1  |
| Đôi      | 280 | 180 | 110 | 60 | 1         | —         | —  | —  | —  |

1 Điểm theo WTA.

## Nội dung đơn

### Hạt giống
| Quốc gia | Tay vợt           | Xếp hạng1 | Hạt giống |
| -------- | ----------------- | --------- | --------- |
| CZE      | Marie Bouzková    | 24        | 1         |
| BEL      | Elise Mertens     | 29        | 2         |
| FRA      | Alizé Cornet      | 36        | 3         |
| USA      | Sloane Stephens   | 37        | 4         |
| UKR      | Anhelina Kalinina | 39        | 5         |
| USA      | Bernarda Pera     | 44        | 6         |
| POL      | Magda Linette     | 48        | 7         |
| KAZ      | Yulia Putintseva  | 51        | 8         |

- 1 Bảng xếp hạng vào ngày 2 tháng 1 năm 2023.

### Vận động viên khác
Đặc cách:
- Olivia Gadecki
- Talia Gibson
- Sofia Kenin
- Sloane Stephens

Miễn đặc biệt:
- Ysaline Bonaventure

Bảo toàn thứ hạng:
- Jaqueline Cristian
- Laura Siegemund
- Patricia Maria Țig

Vượt qua vòng loại:
- Anna Blinkova
- Lauren Davis
- Tereza Martincová
- Nuria Párrizas Díaz
- Maryna Zanevska
- Tamara Zidanšek

Thua cuộc may mắn:
- Wang Xinyu

### Rút lui
- Danka Kovinić → thay thế bởi  Wang Xinyu
- Wang Xiyu → thay thế bởi  Tatjana Maria

## Nội dung đôi

### Hạt giống
| Quốc gia | Tay vợt          | Quốc gia | Tay vợt         | Xếp hạng1 | Hạt giống |
| -------- | ---------------- | -------- | --------------- | --------- | --------- |
| BEL      | Kirsten Flipkens | GER      | Laura Siegemund | 56        | 1         |
| JPN      | Eri Hozumi       | SLO      | Tamara Zidanšek | 84        | 2         |
| JPN      | Miyu Kato        | INA      | Aldila Sutjiadi | 96        | 3         |
| GER      | Vivian Heisen    | JPN      | Makoto Ninomiya | 112       | 4         |

- 1 Bảng xếp hạng vào ngày 2 tháng 1 năm 2023.

### Vận động viên khác
Đặc cách:
- Latisha Chan /  Alexa Guarachi
- Olivia Gadecki /  Talia Gibson

### Rút lui
- Alicia Barnett /  Olivia Nicholls → thay thế bởi  Alicia Barnett /  Monica Niculescu
- Makoto Ninomiya /  Alycia Parks → thay thế bởi  Vivian Heisen /  Makoto Ninomiya

## Nhà vô địch

### Đơn
- Lauren Davis đánh bại  Elisabetta Cocciaretto 7–6(7–0), 6–2

### Đôi
- Kirsten Flipkens /  Laura Siegemund đánh bại  Viktorija Golubic /  Panna Udvardy 6–4, 7–5